# Centro de Iquitos

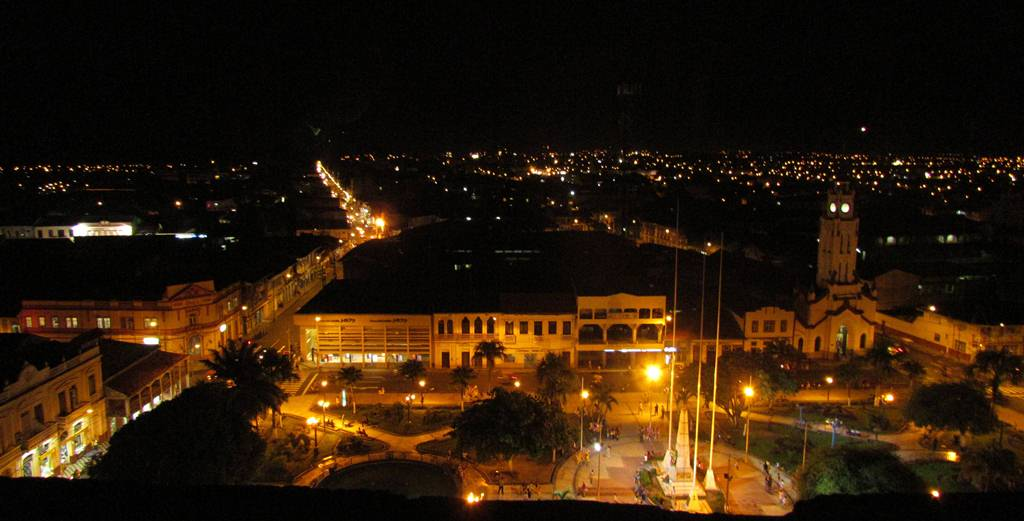
Centro de Iquitos, fotografiado en 2012.

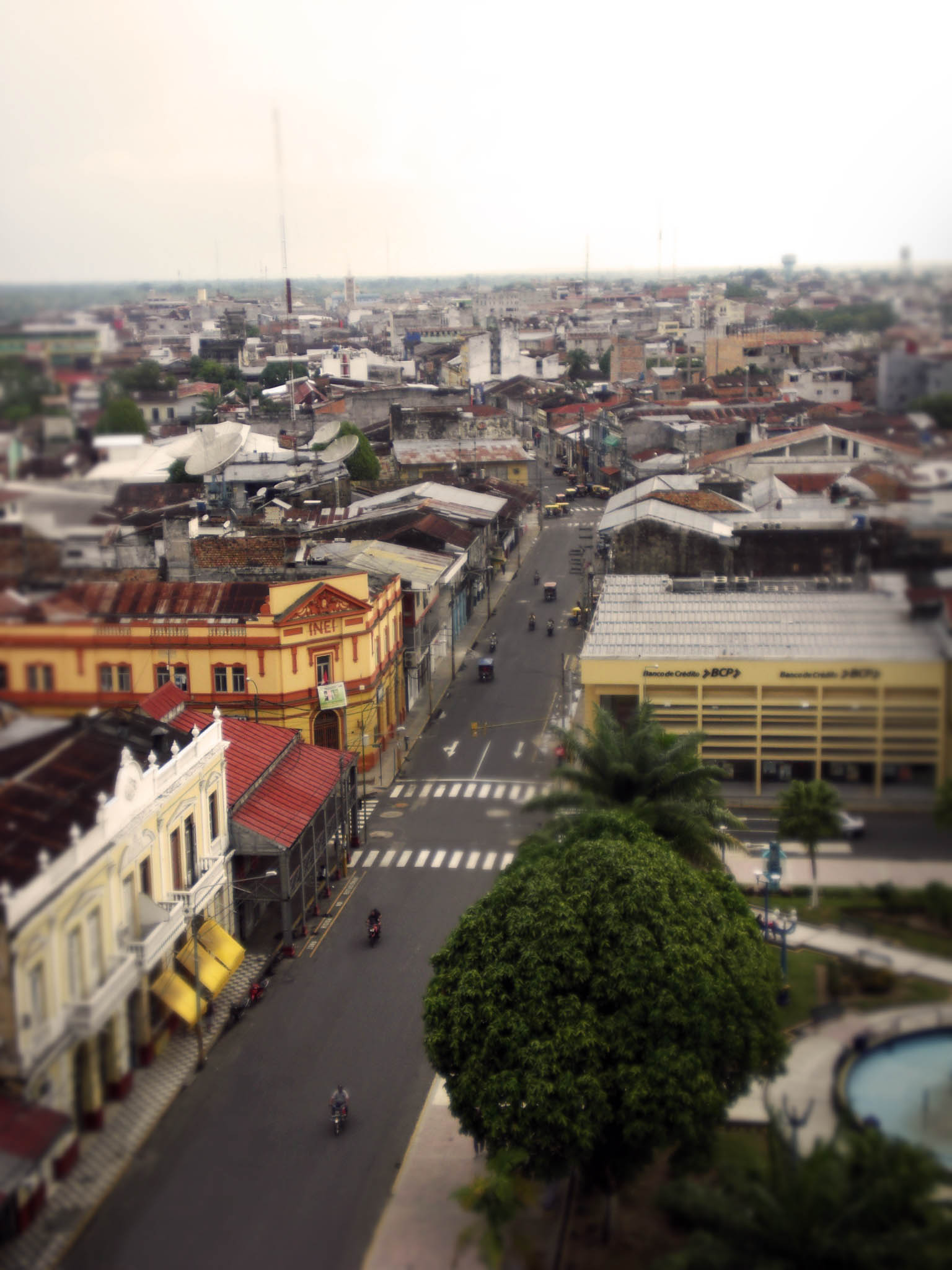
La avenida Próspero es una de las vías más importantes en el Centro. En la fotografía se muestra su cuadra final en el lado Este de la Plaza de Armas. También se puede apreciar la Casa de Fierro (mitad izquierda).

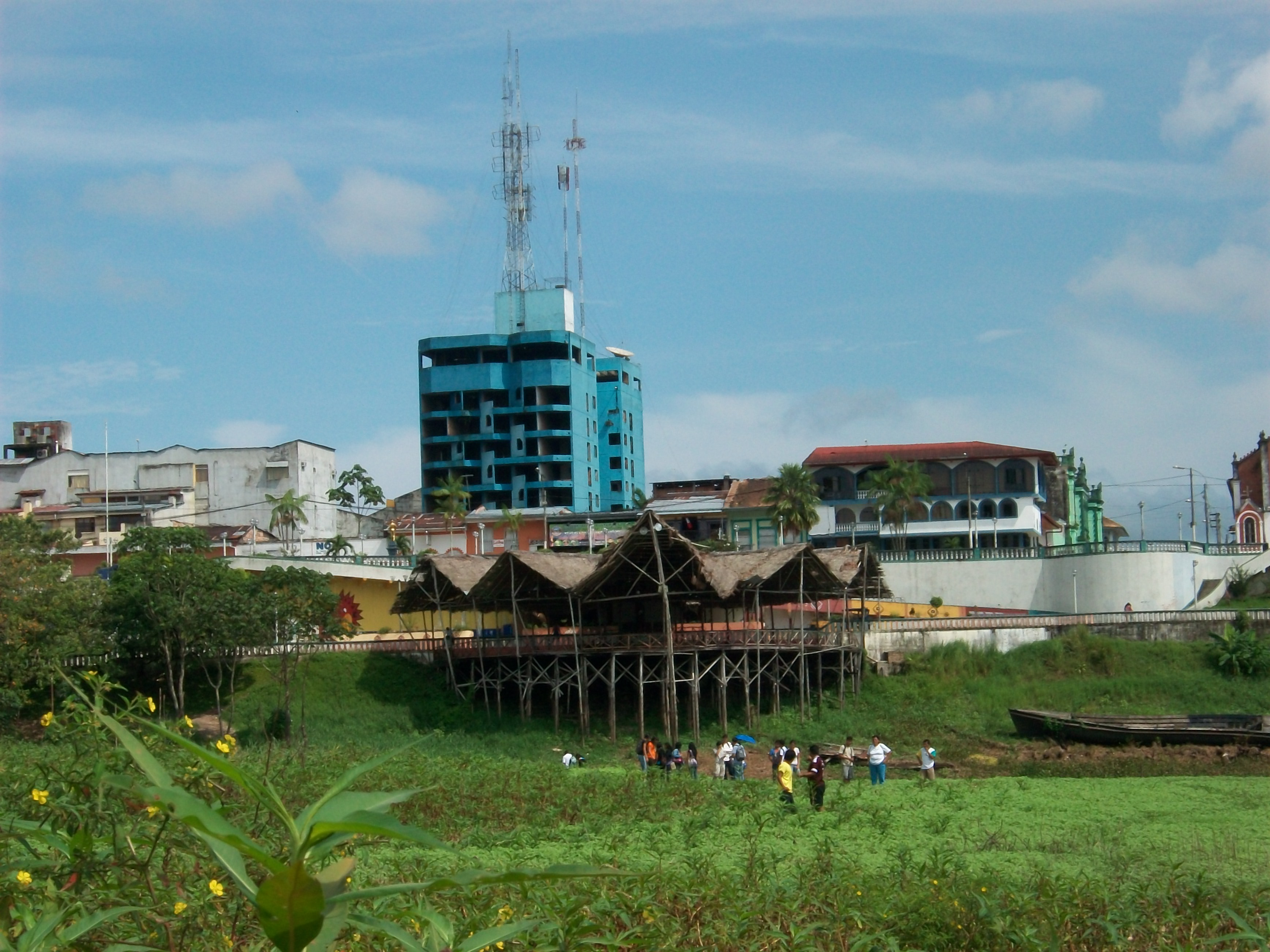
Vista del Centro de Iquitos desde el Malecón Tarapacá, con el edificio más alto de la ciudad en el centro.

Centro de Iquitos (o simplemente el Centro) es la parte más al este del distrito de Iquitos, y el centro de comercio, entretenimiento, turismo y negocio de la Ciudad de Iquitos. El Centro se define comúnmente como el área que delimita con el sur por el jirón Fitzcarrald, el este por el jirón Tacna, al norte del Barrio de Belén y al oeste por el río Itaya (parte del Puerto de Iquitos). El Barrio de Belén y el Centro de Iquitos delimitan en la 10a cuadra del jirón Próspero, siendo las dos primeras cuadras del jirón 9 de Diciembre como línea de límite. El Centro sigue una distribución no planificada en forma de llave: alrededor de la Plaza de Armas están los principales establecimientos de entretenimiento y cultura, mientras por el sur de esta, los jirones Próspero y Arica se extienden como largas vías de comercio.
El Centro de Iquitos contiene una vida nocturna emergente y boyante, caracterizada por sus discotecas y centros de entretenimiento. Tiene un importante rol histórico por albergar las principales estructuras arquitectónicas de estilo europeo que fueron construidas durante la fiebre del caucho, incluyendo Iglesia Matriz, la Casa de Fierro, Ex Hotel Palace, la Casa Pinasco y la Casa Morey, en su Zona Monumental.

## Historia
Entre 1863 y 1864, Iquitos era una pequeña villa hasta la llegada de los marinos y buques peruanos Pastaza, Próspero y Morona, mandados por el presidente Ramón Castilla y Marquesado, que traían las piezas para instalar la Factoría Naval (ubicada en el actual Malecón Tarapacá), debido a que la ciudad se encuentra favorablemente situada entre el río Nanay y la margen izquierda del río Amazonas, convirtiéndose en punto obligado de partidas hacia otras regiones. Hasta el presente día, el 5 de enero de 1864 es celebrado como la fundación de Iquitos como un puerto fluvial para el río Amazonas y por la llegada de los buques. A pesar de la fecha festiva, aún se mantiene en discusión sobre el origen de la ciudad.
La fiebre del caucho (Hevea brasiliensis) trajo una intensa atención comercial en la ciudad. Iniciada aproximadamente en 1880, el acontecimiento convirtió a Iquitos en el centro de explotación del caucho en la Amazonía peruana, y junto a Manaos, en las dos principales centros caucheros, así como una de las ciudades más ricas del continente. Durante este período se construyó la arquitectura de Iquitos, y dotó a la ciudad de los servicios básicos y públicos. En 1905, se instaló el alumbrado eléctrico y funcionó el ferrocarril urbano, servicios que llegaron a Iquitos antes que a varias ciudades peruanas y europeas. La Corte Superior fue colocada en 1907 y la Iglesia Matriz en 1919, entre otros. Alfonso Graña y Lucas Espinosa son dos personajes notables durante esta época.
En su historia cinematográfica, en el Centro inició el interés por el cine, su proyección artística y la sensación de la cartelera.
En los años 2010, el Centro de Iquitos ha mantenido su perfil turístico y es como un lugar de portada y estampillas para la mayoría de promociones turísticas de la ciudad.

## Extensión
El Centro cubre gran parte del este del distrito de Iquitos, y llega a limitar estrechamente por el sur con el Barrio de Belén. Las vías urbanas, llamadas «jirones», que se desplazan por el Centro son:
| - Próspero - Arica - Tarapacá - Fitzcarrald - Putumayo - Napo - Huallaga/Condamine | - Nauta - Sargento Lores - Morona - Brasil - Ricardo Palma - Ucayali - García Saenz |

## Zona monumental de Iquitos

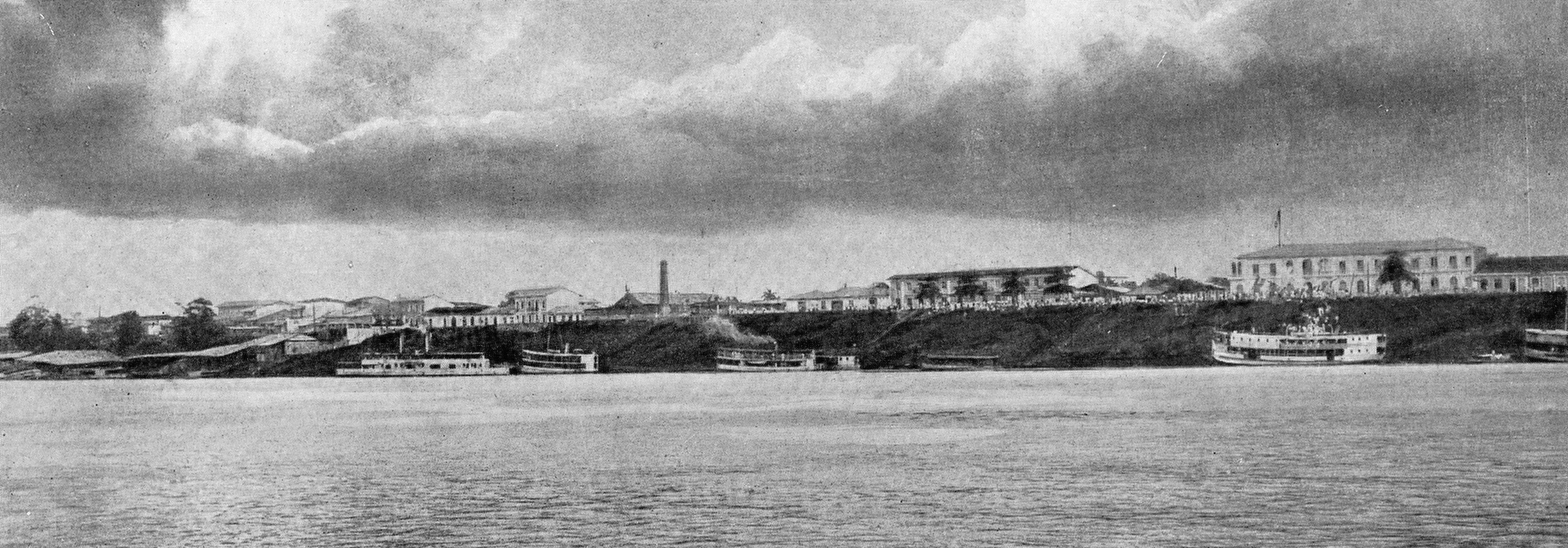
Centro de Iquitos vista desde el río Amazonas, en los años 1920.

La Zona Monumental de Iquitos tiene la colección más grande de sitios históricos de la ciudad por ser el punto de inicio de expansión de la ciudad, incluyendo Iglesia Matriz, la Casa de Fierro, Ex Hotel Palace, la Casa Pinasco y la Casa Morey. El centro histórico de Iquitos es único dentro la arquitectura del Perú, y muy diferente a las que tiene Lima, Trujillo y Cuzco. Los edificios históricos de Iquitos fueron construidas con adaptaciones climatológicas, consiguiendo que sea crea un diseño curioso dentro de la Amazonía.

## Economía y turismo
El Centro de Iquitos alberga principalmente un movimiento económico basada en el turismo y la vida financiera de la ciudad, el cual incluye sedes, distribuidores y filiales como: Interbank, Banco Continental, Banco de Crédito del Perú, Scotiabank, Banco de la Nación, Banco Financiero, Telefónica/Movistar, Claro, Honda, DHL Express, Western Union, Yamaha Corporation, Multicines Star, entre otros. Los restaurantes son otro gran punto interés las cuales incluye Ari's Burguer, The Dawn on the Amazon Café, Amazon Bistro, Huasai, Antica,  La Querencia Parrillada, El Mesón y Fitzcarraldo. 
Special Book Services es una librería internacional ubicada en el norte del Centro.
CineStar Iquitos es el único cine comercial con cuatro salas de proyección.

## Misiones diplomáticas
Brasil, Colombia, Alemania, Austria e Italia tienen un consulado en el Centro de Iquitos.

## Educación
La Universidad Privada de la Selva Peruana se encuentra en el Centro, y es la universidad más joven de Iquitos, detrás de la Universidad Nacional de la Amazonia Peruana y Universidad Científica del Perú.
La Biblioteca Amazónica opera en el Centro, en el Malecón Tarapacá. La biblioteca es una de las más importantes de Latinoamérica en temas amazónicos.